# Lou Blackburn
Lou Blackburn (* 12. November 1922 in Rankin (Pennsylvania); † 7. Juni 1990 in Berlin) war ein amerikanischer Posaunist des Modern Jazz.

## Leben und Wirken
Blackburn erlernte sein Instrument auf der Highschool und studierte später an der Roosevelt University Musik. Den Militärdienst leistete er überwiegend in Army Bands ab und spielte dann mit Charlie Ventura und Lionel Hampton. Anschließend zog er nach New York und arbeitete bei Cat Anderson. 1961 zog er nach Los Angeles, um in den Studios zu arbeiten, nahm aber auch mit Gerald Wilson und unter eigenem Namen mit Freddie Hill und Horace Tapscott auf (The Complete Imperial Sessions, Blue Note Records). Mit Charles Mingus trat er 1964 auf dem Monterey Jazz Festival auf (Mingus at Monterey), wo er auch in der von Buddy Collette geleiteten Festivalband von Thelonious Monk zu hören war (Live at the 1964 Monterey Jazz Festival). 1970 siedelte er nach Deutschland über, wo er in Köln bei Kurt Edelhagen arbeitete, bevor er der musikalische Leiter des Stückes „Catch My Soul“ wurde, das am Theater des Westens in Berlin aufgeführt wurde. Ein längerer Afrikaaufenthalt inspirierte ihn zur Gründung der Gruppe „Mombasa“, mit der er seit 1973 erfolgreich durch Europa tourte und ein Programm mit afrikanisch orientiertem Ethno-Jazz vorstellte. Weiterhin spielte er in der Krautrockband Agitation Free.

## Lexigraphische Einträge
- Leonard Feather, Ira Gitler: The Biographical Encyclopedia of Jazz. Oxford University Press, New York 1999, ISBN 0-19-532000-X.
- Wolf Kampmann (Hrsg.), unter Mitarbeit von Ekkehard Jost: Reclams Jazzlexikon. Reclam, Stuttgart 2003, ISBN 3-15-010528-5[1]